# Artstetten-Pöbring
Artstetten-Pöbring ist eine Marktgemeinde mit 1263 Einwohnern (Stand 1. Jänner 2025) im Bezirk Melk in Niederösterreich.

## Geografie
Artstetten-Pöbring liegt im südlichen Waldviertel auf der ersten Stufe des Hochlandes nördlich des Donautals. Der Norden des Gemeindegebietes wird vom Schwarzaubach entwässert, die größten Gewässer im Süden sind der Weinbach und der Mühlbach.
Die Fläche der Marktgemeinde umfasst 27,32 km². Davon sind 52 Prozent landwirtschaftliche Nutzfläche und 43 Prozent sind bewaldet.

### Gemeindegliederung
Das Gemeindegebiet umfasst folgende 15 Ortschaften (in Klammern Einwohnerzahl Stand 1. Jänner 2025):
- Aichau (33)
- Artstetten (581) samt Bründles
- Dölla (54)
- Fritzelsdorf (99)
- Hart (55)
- Hasling (26)
- Lohsdorf (32)
- Nussendorf (143)
- Oberndorf (21)
- Payerstetten (54)
- Pleißing (7)
- Pöbring (50)
- Schwarzau (28)
- Trennegg (23)
- Unterbierbaum (57)

Die Gemeinde besteht aus den Katastralgemeinden Aichau, Artstetten, Dölla, Fritzelsdorf, Hart, Hasling, Lohsdorf an der Schwarza, Nussendorf, Oberndorf, Payerstetten, Pöbring, Schwarzau, Trennegg und Unterbierbaum.

### Eingemeindungen
Die Gemeinde entstand 1967 aus dem Zusammenschluss der Gemeinden Artstetten, Fritzelsdorf, Nussendorf, Harth, Pöbring und Payerstetten.

### Nachbargemeinden
| Münichreith-Laimbach | Pöggstall                                   | Weiten |
|                      | Kompassrose, die auf Nachbargemeinden zeigt | Leiben |
| Maria Taferl         | Klein-Pöchlarn                              |        |

## Geschichte
Die erste urkundliche Erwähnung stammt aus der Mitte des 13. Jahrhunderts als Stammsitz der Artstettner. Die Erweiterung der Festung  zum heutigen Schloss erfolgte in den Jahren 1691 bis 1698. 1691 wurde der Ort auch erstmals als Markt bezeichnet. 1823 kaufte Kaiser Franz I. das Schloss. Erzherzog Franz Ferdinand wählte es für seine Familie als Begräbnisstätte. Im Jahr 1914 wurden er und seine Frau Sophie von Hohenberg in der Gruft unterhalb der Schlosskirche begraben. Seit 1982 ist im Schloss, das noch heute von den Nachfahren des Thronfolgers bewohnt wird, ein Franz-Ferdinand-Museum eingerichtet.

### Einwohnerentwicklung

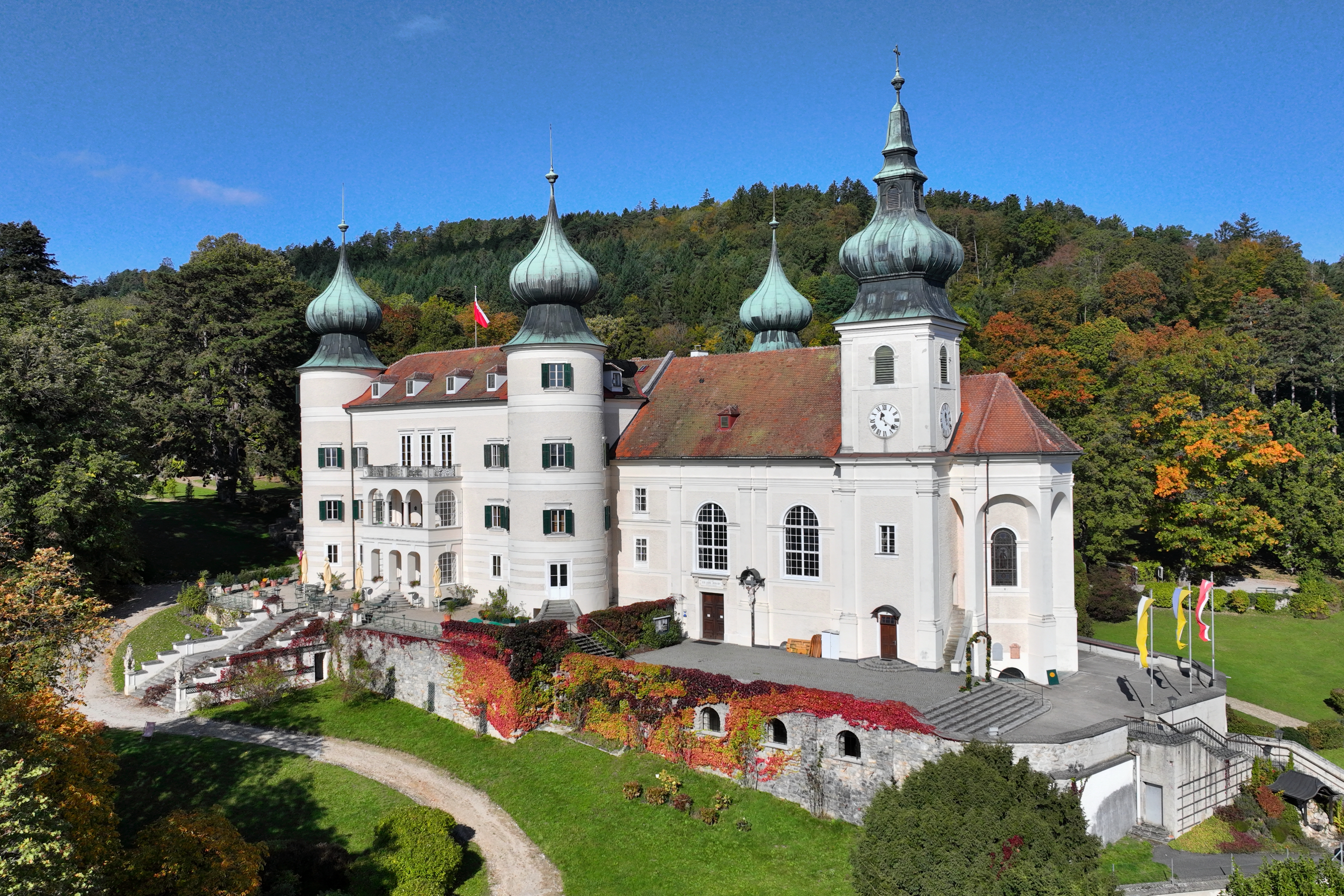
Schloss Artstetten mit der Schloss- bzw. Pfarrkirche

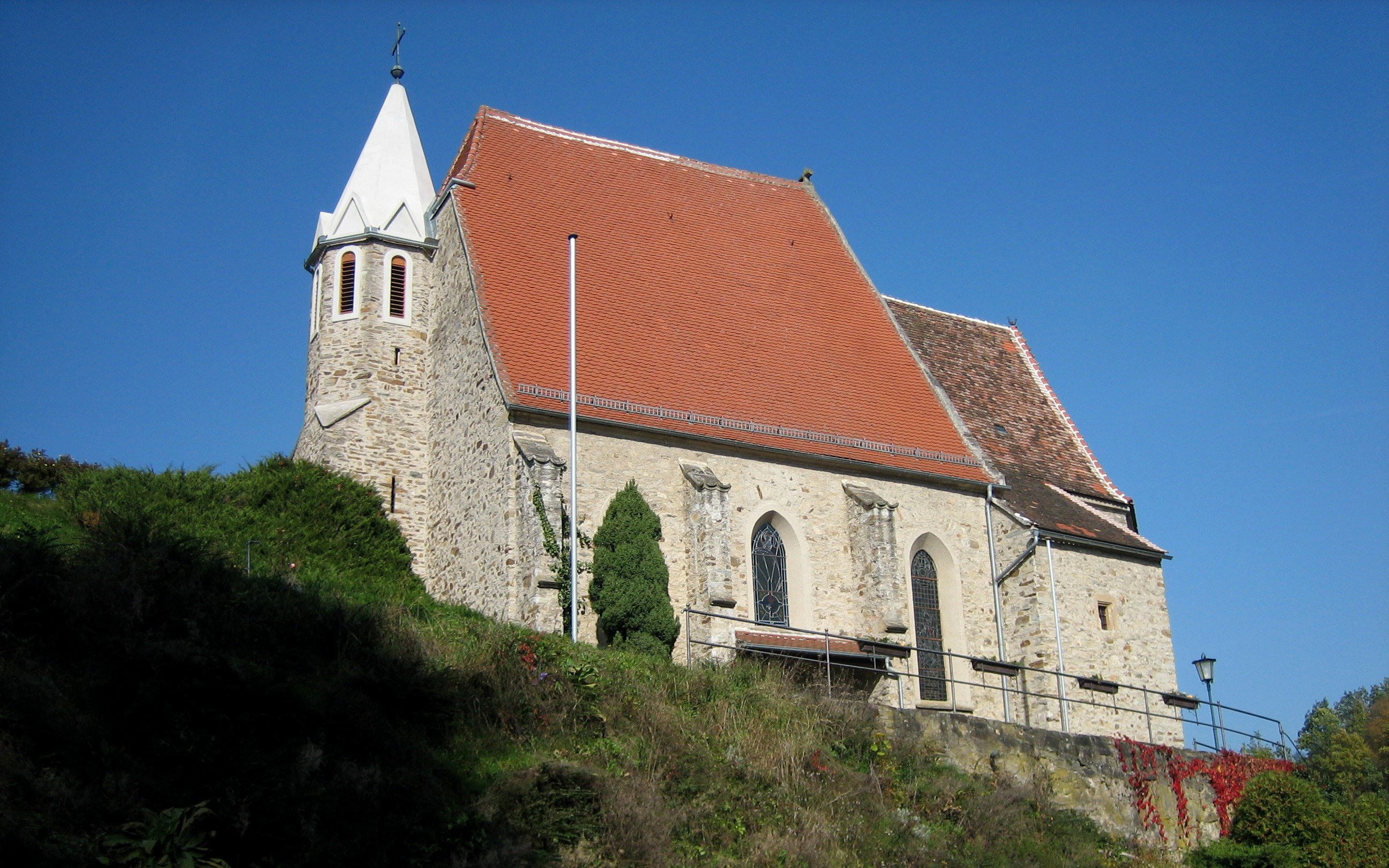
Pfarrkirche Pröbing

| Artstetten-Pöbring: Einwohnerzahlen von 1869 bis 2024 | Artstetten-Pöbring: Einwohnerzahlen von 1869 bis 2024 | Artstetten-Pöbring: Einwohnerzahlen von 1869 bis 2024 | Artstetten-Pöbring: Einwohnerzahlen von 1869 bis 2024 | Artstetten-Pöbring: Einwohnerzahlen von 1869 bis 2024 |
| ----------------------------------------------------- | ----------------------------------------------------- | ----------------------------------------------------- | ----------------------------------------------------- | ----------------------------------------------------- |
| Jahr                                                  |                                                       |                                                       |                                                       | Einwohner                                             |
| 1869                                                  | 1869                                                  |                                                       | 1.372                                                 | 1.372                                                 |
| 1880                                                  | 1880                                                  |                                                       | 1.370                                                 | 1.370                                                 |
| 1890                                                  | 1890                                                  |                                                       | 1.393                                                 | 1.393                                                 |
| 1900                                                  | 1900                                                  |                                                       | 1.322                                                 | 1.322                                                 |
| 1910                                                  | 1910                                                  |                                                       | 1.316                                                 | 1.316                                                 |
| 1923                                                  | 1923                                                  |                                                       | 1.319                                                 | 1.319                                                 |
| 1934                                                  | 1934                                                  |                                                       | 1.270                                                 | 1.270                                                 |
| 1939                                                  | 1939                                                  |                                                       | 1.170                                                 | 1.170                                                 |
| 1951                                                  | 1951                                                  |                                                       | 1.170                                                 | 1.170                                                 |
| 1961                                                  | 1961                                                  |                                                       | 1.172                                                 | 1.172                                                 |
| 1971                                                  | 1971                                                  |                                                       | 1.148                                                 | 1.148                                                 |
| 1981                                                  | 1981                                                  |                                                       | 1.143                                                 | 1.143                                                 |
| 1991                                                  | 1991                                                  |                                                       | 1.170                                                 | 1.170                                                 |
| 2001                                                  | 2001                                                  |                                                       | 1.178                                                 | 1.178                                                 |
| 2011                                                  | 2011                                                  |                                                       | 1.167                                                 | 1.167                                                 |
| 2021                                                  | 2021                                                  |                                                       | 1.233                                                 | 1.233                                                 |
| 2024                                                  | 2024                                                  |                                                       | 1.269                                                 | 1.269                                                 |
| Quelle(n): Statistik Austria, Gebietsstand 1.1.2021   |                                                       |                                                       |                                                       |                                                       |

## Kultur und Sehenswürdigkeiten
- Schloss Artstetten mit der Gruft des Thronfolgers Erzherzog Franz Ferdinand
- Pfarrkirche St. Jakobus der Ältere, eine ursprünglich gotische Kirche, die später umgebaut und erweitert wurde.
- Pfarrkirche Pöbring, eine ehemalige romanische Schlosskapelle, teilweise barockisiert

## Wirtschaft und Infrastruktur
Im Jahr 2010 gab es in der Gemeinde 113 land- und forstwirtschaftliche Betriebe. Mit Stand von 2011 waren zudem 52 nichtlandwirtschaftliche Arbeitsstätten ausgewiesen. Die Zahl der Erwerbstätigen am Wohnort lag 2011 bei 631, was einer Erwerbsquote von 55,18 Prozent entspricht.

## Politik

### Gemeinderat
Der Gemeinderat hat 19 Sitze.
- Bei der Gemeinderatswahl 2005 erreichte die ÖVP 15 und die SPÖ 4 Mandate.[5][6]
- Bei der Gemeinderatswahl 2010 traten die Sozialdemokraten als SPÖ – Liste Hansbauer (SPÖ) an und konnte 3 Sitze dazugewinnen.[7]
- Bei der Gemeinderatswahl 2015 entfielen 13 Sitze auf die ÖVP und 6 auf die SPÖ – Liste Hansbauer.[8][9]
- Bei der Gemeinderatswahl 2020 entfielen 14 Sitze auf die ÖVP, 3 auf die SPÖ und 2 auf die Grünen.[10]
- Bei der Gemeinderatswahl 2025 entfielen 14 Sitze auf die ÖVP, 4 auf die SPÖ und 1 auf die Grünen.[11]

### Bürgermeister
- 1945–1955 (?) Maximilian Hohenberg
- 1950 (?) –1966 Heribert Kienberger (ÖVP)

Bürgermeister in Artstetten-Pöbring
- 1966–1975 Heribert Kienberger (ÖVP)
- seit 1998 Karl Höfer (ÖVP)[12]

### Wappen
Das 1976 verliehene Wappen zeigt einen „goldenen Adler auf schräggeteiltem schwarz/roten Grund“.

## Persönlichkeiten

### Söhne und Töchter der Gemeinde
- Margarete Sophie von Österreich (1870–1902), Erzherzogin von Österreich, Kronprinzessin von Württemberg, Äbtissin des Adeligen Damenstifts Prag
- Heribert Kienberger (1922–1983), Politiker
- Georg Hohenberg (1929–2019), Diplomat, Sohn von Max Hohenberg, ist in Artstetten geboren

### Mit der Gemeinde verbundene Persönlichkeiten
- Maximilian Hohenberg (1902–1962), Sohn von Franz Ferdinand von Österreich-Este, war nach der Befreiung 10 Jahre Bürgermeister von Artstetten
- Inge Maux (* 1944), Schauspielerin